# Миоглобин
Миоглобин је цитоплазматични глобуларни хемопротеин који се састоји од једног полипептидног ланца који садржи 154 аминокиселина. То је релативно мали протеин, Mr=17.600. Присутан је у мишићним ћелијама срца и оксидативним влакнима скелетних мишића. Име је добио по месту налажења (грч. myo- што означава повезаност са мишићима) и облику (глобуларни протеин). Карактерише га функционална сличност са хемоглобином. Као и хемоглобин, и миоглобин везује кисеоник (О2) у оба смера и на тај начин олакшава транспорт О2 од црвених крвних зрнаца до митохондрија мишића за време појачане метаболичке активности, или може послужити као резервоар О2 за време хипоксије или аноксије. За разлику од хемоглобина, мономер миоглобина са једним О2 везујућим местом, има хиперболичну О2-сатурациону криву карактеристичну за нормалну Михаелис-Ментен ензимску кинетику, правилнију него сигмоидну криву која је виђена код тетрамеричног хемоглобина.
Полипептидни ланац миоглобина је савијен у облику колевке, тако да љуља простетичну групу хем. Везивање кисеоника зависи од оксидационог стања гвожђа у хему. Оно је +2 у хему и то је облик који везује кисеоник. Ако Fe пређе из +2 у +3 оксидационо стање настаће метамиоглобин који не везује кисеоник. Слободан хем у раствору ће одмах реаговати са кисеоником, али ће кисеоник брзо оксидовати атом гвожђа у 3+. Миоглобин обавља три критичне функције: везује хем, штити гвожђе у хему од оксидације и обезбеђује цеп у који кисеоник може да стане.

## Везивање кисеоника за миоглобин
јони, било феро- или фери-, најчешће интерагују са шест лиганада, од којих четири леже у истој равни. Пети и шести лиганди се налазе изнад и испод равни. Fe-јон интерагује са 6 лиганда, од којих 4 потичу од N-атома који улазе у састав 4 пирола. Имидазолна страна ланца His93 обезбеђује пети лиганд, стабилишући хем групу и премештајући Fe-јон. Позиција шестог лиганда служи за везивање О2. Код деоксимиоглобина позиција шестог лиганда је упражњена, а у метамиоглобину вода је шести лиганд.
Везивање кисеоника мења конформацију миоглобина. Рендгенска кристалографија је открила да се главна промена дешава на позицији атома гвожђа који је у равни хема. У деоксимиоглобину  јон има пет лиганада и он лежи 0,055 nm изнад равни хема у правцу His78. Када се веже кисеоник, атом гвожђа бива повучен назад ка равни порфирина и сада је од те равни удаљен 0,026 nm. Иако ово премештање има мале последице на функцију миоглобина, оно обезбеђује основу за конформационе промене.

## Функција

### Складиштење О2
Миоглобин је најпознатији као протеин који служи за чување кисеоника у мишићима. Ова улога је посебно очигледна код морских сисара и птица које издржавају дуг период кратког дисања за време роњења. При недостатку кисеоника, за дисање користе кисеоник везан за миоглобин.

### Смањање2
Миоглобин смањује унутарћелијски притисак кисеоника. Слично улози креатинске фосфокиназе, чија је функција да смањује концентрацију ATP када се активност мишића повећа, миоглобин смањује концентрацију кисеоника под сличним условима. Као резултат, унутарћелијска концентрација остаје константна и хомогена.
Сатурација миоглобина опада веома брзо на почетку активности мишића. Како се активност повећава, сатурација миоглобина се не мења, указујући на то да је концентрација О2 релативно константна. Мол је, напротив, показао да степен десатурације расте линеарно, као функција рада мишића.

### Олакшана дифузија О2
Трећа значајна улога миоглобина је олакшана дифузија. Он се брзо десатурише на почетку активности мишића, повећавајући градијент притиска кисеоника од капилара до цитоплазме. Даље, претпоставка је да се приближава ћелијској мембрани, везује О2 и дифундује до митохондрија.
NMR експерименти показују да сатурација миоглобина (приближно 76%) у изолованом срцу остаје непромењена, упркос осмоструком повећању рада срца. Неинвазивна NMR проучавања активног мишића на нози човека показују 50% деоксигенацију миоглобина, при чему је парцијални саркоплазматични притисак приближно 0,32 kPa. С друге стране, закључак новијих NMR студија срца је да миоглобин у том мишићу може бити само 10% деоксигенисан под нормалним условима.

### Дифузија миоглобина
Различитим методама је утврђено да миоглобин може дифундовати у воденој фази која је хомогена у широкој области у цитоплазми. При томе не можемо разликовати да ли се сметње при дифузији јављају услед трења између молекула, или услед зачепљења молекулима или другим структурама у цитоплазми, што има за последицу вијугав ток дифузије.
Крог, а касније и Хил су сматрали да кисеоник протиче од капилара наниже, са константним градијентом притиска ка равни или цилиндру, на пола пута између две капиларе, где је притисак кисеоника минималан. Овај модел цилиндра није у сагласности са данашњим концептом градијента О2 у мишићима. По данашњем схватању, градијент притиска кисеоника око капилара није константан. Висок притисак пада преко зида капилара и праћен је малим градијентом кроз саркоплазму.
Дифузиони ток оксихемоглобина је увек неправилан, па, такође, морамо напустити идеју о простом, неометаном, линеарном току, који је садржан у Кроговом цилиндричном моделу.
Константа брзине дисоцијације кисеоника, заједно са дифузионим коефицијентом, одређује колико далеко ће насумично путовати молекули миоглобина за време присуства кисеоника. Невероватна особина оваквог кретања је да: „честица која дифундује и која се налази у датом делу простора је одређена, лута око тог дела извесно време истражујући га темељно пре него што оде заувек.“ Уколико су дифундујући молекули оксимиоглобина већим делом рефлектовани од поршине митохондрија, испитана запремина ће бити облика између сфере и диска. Молекули оксимиоглобина ће бити премештени даље у равни, ограниченој површином митохондрија, за време присуства О2, и олакшана дифузија истог ће бити убрзана.

## Цитохром оксидаза
Цитохромска оксидаза је ензим, чија се количина смањује са повећањем активности мишића. Потпуно редукована, врло брзо веже О2 и са њим формира кисеонични интермедијер. Равнотежа у овом комплексу је слаба и повратна на собној температури, али иреверзибилност се може постићи брзим трансфером електрона до кисеоника, за који се везују. Константа равнотеже није непроменљива, већ на њу утичу различити параметри, и линеарно је повезана са флуксом електрона кроз систем. Надметање између  и О2 у везивању за хем реакциони центар цитохром оксидазу ће повећати вредност Км. Саркоплазмични притисак кисеоника може контросати брзину реакције између цитохром оксидазе и кисеоника.

## Оксимиоглобин
Делујући као складиште биоактивних молекула , оксимиоглобин регулише и искоришћење кисеоника. NO се континуално ствара у миоцитима. Оксимиоглобин рагује са NO и формира нешкодљив продукт. Концентрација NO је одређена равнотежом између ова два процеса.
Заштитни ефекат оксимиоглобина на активност цитохром оксидазе је показан експериментално користећи изоловане ћелије срца које су биле под високим притиском кисеоника, довољним да оксигенише унутарћелијски миоглобин. У оваквом стању расположивост О2 не ограничава брзину дисања, и олакшана дифузија О2 не доприноси додатном флуксу О2. Прогресивна конверзија унутарћелијског миоглобина у  миоглобин (MbCO) смањује потрошњу кисеоника за трећину. Оксимиоглобин се смањује линарно са повећањем молске фракције MbCO.

## Боја меса
Миоглобин ствара пигменте који су одговорни за црвену боју меса. Ту боју делимично одређује наелектрисање атома гвожђа у миоглобину и кисеоник који је за њега везан. У оваквом стању наелектрисање гвожђа је +2 и за њега је везан кисеоник. Добро печено месо је браон боје зато што атом гвожђа има наелектрисање +3, изгубио је један електрон и сада је за њега везан један молекул воде. Под неким условима месо не мења боју упркос излагању високој температури. Ако је изложено нитритима, оно неће променити боју, јер је за атом гвожђа везан NO.

## Генетичка регулација
Новорођени делфини, пингвини и фоке имају мање миоглобина у покретачким мишићима него одрасли. Како одрастају и велики део времена проведу пливајући и ронећи, миоглобин у њиховим мишићима се повећава. Иако генетика има важну улогу у садржају миоглобина у мишићима, развој и услови средине као што су стрес, физичка активност, температура, расположивост О2 имају подједнако важну улогу у одређивању нивоа овог протеина.

## Улога у болести
Миоглобин се отпушта из оштећеног мишићног ткива и филтрира у бубрезима, што може довести до престанка њиховог рада. Миоглобин је осетљиви индикатор на повреде мишића. Код пацијената који имају болове у грудима може се претпоставити срчани напад. Због мале специфичности миоглобина, као и високих цена анализа не употребљава се често у медицинским испитивањима.

## Посебне функције
Бројна скорија истраживања су показала да миоглобин може имати више додатних улога. Једна од њих је могућност везивања NO молекула чији утицај може бити или користан, или штетан за функцију ћелија. Он омета цитохром ц оксидазу, и тако омета дисање митохондрија. Брунори је предложио да миоглобин може служити да уклони NO из срца и скелетних мишића. Додатна истраживања показују да је NO повезан са променама у функцији мишића.